# SN 2011jg
SN 2011jg – supernowa typu IIb, odkryta 17 grudnia 2011 roku w galaktyce UGC10331. W momencie odkrycia, miała maksymalną jasność 17,5m.